# Primula specuicola
Primula specuicola là một loài thực vật có hoa trong họ Anh thảo. Loài này được Rydb. miêu tả khoa học đầu tiên năm 1913.